# Escassetat

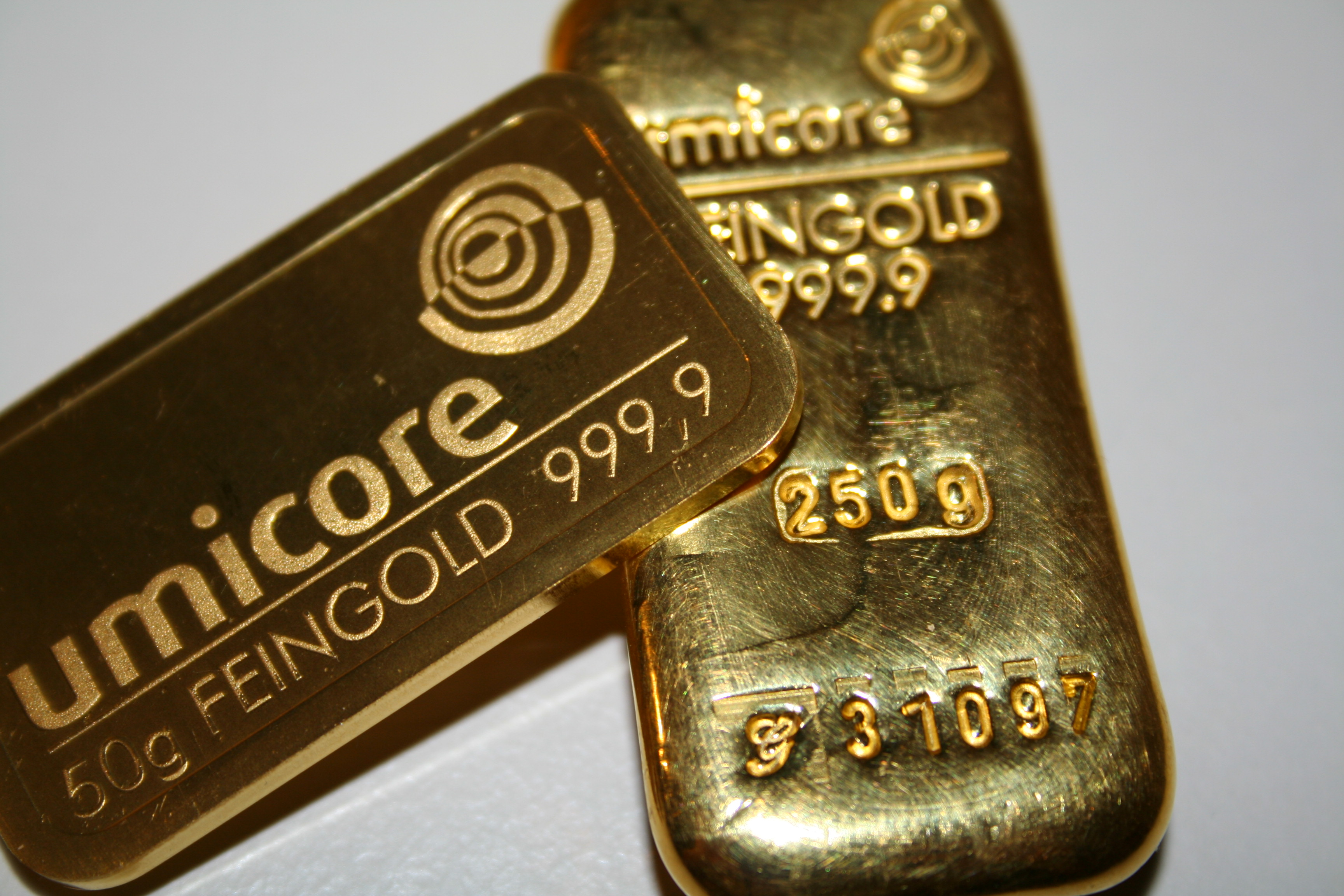
L'or s'ha convertit en el patró fonamental de l'economia.

L'escassetat és un concepte fonamental en economia. L'escola neoclàssica involucra el concepte en la mateixa definició d'economia. Lionel Robbins la defineix com una "ciència que estudia el comportament humà com a relació entre els fins i els mitjans escassos que tenen usos alternatius.".
L'escassetat implica que no es poden satisfer totes les infinites necessitats humanes perquè no es poden aconseguir prou recursos atesa la seva limitació. Consegüentment, l'escassetat implica que no es poden assolir tots els objectius de la societat a la vegada, de forma que cal establir prioritats.
El concepte d'escassetat porta a la diferenciació entre bé lliure i bé econòmic: els primers són aquells dels quals en tenim la quantitat que volem en el moment desitjat. És a dir, són béns no escassos. La resta de béns, dels quals no disposem de qualsevol quantitat en qualsevol moment, s'anomenen béns econòmics o escassos. De béns lliures n'hi ha pocs exemples: l'aire que necessitem per respirar o per dur a terme la majoria de processos industrials en serien dos casos.